# منفذ هسته‌ای
منفذ هسته‌ای (به انگلیسی: Nuclear Pore) بخشی از مجتمع پروتئینی است که به مجتمع منفذ هسته‌ای (NPC) شناخته شده و از درون پوشش هسته‌ای (که یک جفت غشای دوتایی است که هسته سلولهای یوکاریوتی را در بر میگیرد) عبور میکند. این ساختارها به عنوان دروازه‌های اصلی تبادل مولکولی بین هسته و سیتوپلاسم عمل میکنند.

### ساختار
هر NPC از تقارن هشت‌وجهی برخوردار است و از سه بخش اصلی تشکیل شده است:
- حلقه های ستونی (Scaffold): شامل حلقه های بیرونی و داخلی که ساختار اصلی NPC را تشکیل میدهند.
- سیستم فیلتر مرکزی: متشکل از پروتئینهای غنی از تکرارهای فنیل آلانین-گلایسین (FG-nups) که به عنوان سدی انتخابی عمل میکنند.
- ساختارهای جانبی: شامل رشته های سیتوپلاسمی و حلقه هسته‌ای که در اتصال به سایر ساختارهای سلولی نقش دارند.

هر NPC در انسان از حدود ۳۰ نوع پروتئین مختلف (نوکلئوپورین) تشکیل شده که هرکدام در چندین کپی وجود دارند و مجموعاً به وزن ۱۱۰ مگادالتون میرسند.

### عملکرد
NPCها مسیر اصلی انتقال مولکولها بین هسته و سیتوپلاسم هستند:
- انتشار غیرفعال: مولکولهای کوچک (مانند یونها و متابولیتها) با وزن مولکولی زیر ۴۰ کیلودالتون آزادانه عبور میکنند.
- انتقال فعال: مولکولهای بزرگتر مانند RNA و پروتئینها نیاز به واسطهگری کایرونرینها (حاملهای پروتئینی) دارند. این فرایند به GTP وابسته است و توسط پروتئینهایی مانند Ran تنظیم میشود.[۳]

### تنظیم چرخه سلولی
تعداد NPCها در طول چرخه سلولی تغییر میکند:
- در فاز G1 تعداد NPCها افزایش مییابد.
- در طی میتوز، NPCها تجزیه شده و پس از تشکیل مجدد هسته ها در تلوفاز بازسازی می شوند.[۴]

### اهمیت بالینی
اختلال در عملکرد NPCها با بیماریهای متعددی مرتبط است:
- سندرمهای نورودژنراتیو مانند ALS و بیماری هانتینگتون.
- سرطانها: جهش در نوکلئوپورینهایی مانند NUP98 با لوسمی حاد مرتبط است.[۵]

### روشهای مطالعه
- میکروسکوپ الکترونی کرایو (Cryo-EM): برای تعیین ساختار سه‌بعدی NPC با وضوح اتمی.
- FRAP (Fluorescence Recovery After Photobleaching): جهت بررسی پویایی انتقال مولکولی.[۶]